# 安东·潘涅库克研究所
安东·潘涅库克研究所（荷蘭語：Anton Pannekoek Instituut，缩写为API）是阿姆斯特丹大学下属的一所天文学教育和研究机构，它以荷兰天文学家、马克思主义理论家、革命家安东·潘涅库克的名字命名。